# Fear, Emptiness, Despair
Fear, Emptiness, Despair – piąty album grindcore'owej grupy Napalm Death wydany 1994 roku przez wytwórnie Earache Records i Columbia Records. Płyta dotarła do 78. miejsca niemieckiej listy sprzedaży Media Control Charts.

## Lista utworów
1. "Twist the Knife (Slowly)" – 2:52
2. "Hung" – 3:49
3. "Remain Nameless" – 3:33
4. "Plague Rages" – 3:51
5. "More than Meets the Eye" – 3:55
6. "Primed Time" – 3:28
7. "State of Mind" – 3:32
8. "Armageddon X 7" – 3:16
9. "Retching on the Dirt" – 2:59
10. "Fasting on Deception" – 3:48
11. "Throwaway" – 3:42
12. "Truth Drug" – 3:51
13. "Living in Denial" – 3:02

## Twórcy
- Mark "Barney" Greenway – wokal
- Shane Embury – gitara basowa
- Mitch Harris – gitara
- Jesse Pintado – gitara
- Danny Herrera – perkusja

## Notowania
| Lista                | Kraj   | Pozycja |
| -------------------- | ------ | ------- |
| Media Control Charts | Niemcy | 78      |